# Gabriel Pradal
Pour les articles homonymes, voir Pradal.
Gabriel Pradal Gómez, né à Almería le 21 septembre 1891 et mort à Toulouse le 16 septembre 1965, est un  homme politique, journaliste et architecte espagnol.

## Biographie
Fils d'un dessinateur, il est l'aîné de treize frères et sœurs nés dans une famille aisée d'Almería.
En 1911, il se rend à Madrid pour y étudier l'architecture. Pendant ses années universitaires, il écrit des articles engagés dans la presse sociale sous le pseudonyme de Pericles García, faisant ses revendications les plus virulentes à partir de 1918, lors de la montée du Parti socialiste ouvrier espagnol (PSOE) et l'imminence des élections. Son soutien explicite au PSOE s'est concrétisé par son affiliation en 1919. À partir de cette année-là, il établit une relation étroite avec Pablo Iglesias Posse.
Il se présente comme candidat à l'assemblée constituante de la Seconde République en 1931 et est élu député d'Almería. Il est réélu en 1936. Cette même année, face au soulèvement imminent de l'armée dans sa province natale, il réunit toutes les forces de gauche de la capitale au sein d'un Comité central antifasciste et ordonne l'envoi de la canonnière Lepanto qui réussit à réprimer le soulèvement. Plus tard, il est nommé commissaire politique sur le cuirassé Jaime I, mais avec le début de la guerre civile, il doit s'installer à Barcelone. Après le conflit, il s'exile à Toulouse où il retrouve le reste de sa famille en juillet 1939.
En France son titre d'architecte n'étant pas reconnu, il doit travailler comme dessinateur. Aussi, à partir de 1952, il retrouve son profil journalistique en fondant El Socialista, dans lequel il reprend le pseudonyme de Périclès García.
Il continue son activisme politique tout au long de son exil, participant aux gouvernements républicains en exil et aux tribunaux de Mexico (1945) et de Munich (1962), maintenant l'appartenance à tous les exécutifs de l'Union générale des travailleurs (UGT), de 1952 jusqu'à sa mort dix ans plus tard.

### Architecture
Il devient architecte municipal, doyen et président du Collège des architectes de Madrid. Parmi ses travaux dans la capitale espagnole, on peut citer l'agrandissement de la Casa del Pueblo du PSOE, l'Institution Pablo Iglesias, où était installé le journal El Socialista et la Ciudad Jardín del Norte. A Almería, on lui doit la Casa de Socorro, un projet de maison bourgeoise de 1925, situé au centre de la ville. Exilé en 1939, le régime franquiste le sanctionne, comme beaucoup d'autres architectes fonctionnaires du gouvernement républicain, d'une interdiction perpétuelle d'exercice public. La France occupée par les troupes nazies, le gouvernement de Franco demande son extradition (ayant été condamné à trois condamnations à mort). Malgré son arrestation, il n'est finalement pas renvoyé en Espagne.

## Hommages
La famille Pradal a conservé pendant quarante ans les plans qui indiquaient l'endroit dans le parc du Retiro où la tête sculptée de Pablo Iglesias par Emiliano Barral (es) en 1936 a été enterrée clandestinement après la destruction d'un monument en son honneur par le régime franquiste.
En 1979, la famille Pradal, par l'intermédiaire de Máximo Rodríguez, a remis le plan au secrétaire général du PSOE et a procédé à la mise au jour de la sculpture cachée, qui est depuis exposée en permanence au siège du parti, rue Ferraz à Madrid,.